# タルスカヤ駅
タルスカヤ駅（タルスカヤえき、ロシア語：Станция Та́рская）はロシア連邦ザバイカリエ地方カルィムスコエ地区のタルスカヤにある、ロシア鉄道の鉄道駅。

## 概要
モスクワから6,307km地点に位置し、1901年に開業した。シベリア鉄道本線とザバイカリスク支線の分岐駅であるが、2016年現在は長距離列車は停車せず、近郊列車（エレクトリーチカ）が発着するのみである。
| 列車番号  | 運行区間                                          | 列車番号  | 運行区間                                          |
| --------- | ------------------------------------------------- | --------- | ------------------------------------------------- |
| 6101/6103 | シルカ - カルィムスカヤ                           | 6102/6104 | カルィムスカヤ - シルカ                           |
| 6515      | アドリアノフカ - カルィムスカヤ                   | 6516      | カルィムスカヤ - アドリアノフカ                   |
| 6503/6505 | ヤスノゴルスク・ザバイカリスキー - カルィムスカヤ | 6506      | カルィムスカヤ - ヤスノゴルスク・ザバイカリスキー |

## 隣の駅
ロシア鉄道
シベリア鉄道本線
エレクトリーチカ
6302km駅 - タルスカヤ駅 - 6309km駅
タルスカヤ-ザバイカリスク支線
エレクトリーチカ
（シベリア鉄道本線カルィムスカヤ駅まで直通） - タルスカヤ駅 - 6309km駅